# Junglesalsa
Junglesalsa je peti album sastava Cubismo. Sniman je u studiju Morris u Zagrebu u Hrvatskoj, a dio na Kubi. Izdavač je Aquarius Records za Hrvatsku, a objavljen je 23. rujna 2002. godine. Za Srbiju i Crnu Goru izdavač je Multimedia Records, a objavljen je 2003. godine. Izdan je na CD-u. Prvi je album Cubisma koji je posve autorski Cubismov.
Na albumu gostuje reperski dvojac Bolesna braća u pjesmi Las grińas.
Album je najuspješniji album u povijesti Porina. Osvojio je nagrade u čak sedam kategorija:
- 2003.: Najbolji album urbane klupske glazbe - Junglesalsa
- 2003.: Najbolja izvedba sastava s vokalom - Junglesalsa
- 2003.: Najbolja jazz skladba - Mario Igrec
- 2003.: Najbolji aranžman - "Junglesalsa" - Hrvoje Rupčić i Zvonimir Dusper
- 2003.: Produkcija godine - Junglesalsa - Krešimir Tomec i Hrvoje Rupčić
- 2003.: Najbolja snimka albuma - Junglesalsa - Miro Vidović i Miroslav Lesić
- 2003.: Najbolje likovno oblikovanje - Junglesalsa - Dubravka Zglavnik Horvat

Junglesalsa dobila je jednog Crnog mačka:
- 2003.: Najbolji album urbane klupske glazbe - "Junglesalsa"

## Popis pjesama
| Br. | Skladba                          | Trajanje |
| --- | -------------------------------- | -------- |
| 1.  | »Iya mi ilé (Diosa de los rios)« | 6:33     |
| 2.  | »Junglesalsa«                    | 4:34     |
| 3.  | »Bailando cha-cha-cha«           | 5:13     |
| 4.  | »Las griñas«                     | 4:03     |
| 5.  | »Pa mi gente con fe«             | 6:04     |
| 6.  | »Comparsa«                       | 4:08     |
| 7.  | »Morenita«                       | 5:23     |
| 8.  | »La magia«                       | 6:57     |
| 9.  | »La apariencia peligrosa«        | 5:30     |
| 10. | »Canto a Eleggua (intro)«        | 0:59     |
| 11. | »Canto a Eleggua«                | 5:21     |
| 12. | »Trioda«                         | 6:01     |
| 13. | »Believin'«                      | 7:00     |
| 14. | »Sjene«                          | 3:25     |

## Izvođači
Za Cubismo su svirali:
- Hrvoje Rupčić - konge, udaraljke, tres, batá, vokal
- Ricardo Luque - vokal
- Mario Igrec - gitara, električna gitara
- Nenad Grahovac - trombon, vokal
- Alan Bošnjak - trombon
- Krešimir Tomec - bas-gitara, producent, kontrabas, baby bas
- Zdravko Tabain - timbalesi, bubnjevi
- Mladen Hrvoje Ilić - bongosi, udaraljke
- Davor Križić - trompeta, krilnica
- Tomica Rukljić - trompeta, krilnica
- Vladimir Pavelić - zbor
- Zvonimir Dusper - klavijature
- Vitaly Osmačko - klavijature, zbor
- Günther Brück - klavir, klavijature